# Tala (imię)
Tala – imię żeńskie pochodzenia greckiego, którego patronem jest św. Talus, wspominany razem ze św. Trofimem, zm. w 308 roku.
W Polsce imię występuje rzadko. W styczniu 2024 r. w rejestrze PESEL, wśród publicznie dostępnych danych dotyczących osób żyjących, wykazano 39 kobiet o imieniu Tala nadanym jako imię pierwsze oraz 3 kobiety o imieniu Tala jako drugim.
Tala imieniny obchodzi 11 marca.